# Église Saint-Étienne (Wolfsbourg)
Pour les articles homonymes, voir Église Saint-Étienne.
L'église Saint-Étienne (en allemand : Stephanuskirche) est une église située dans le quartier Detmerode de Wolfsburg en Basse-Saxe en Allemagne,,,.

## Architecture
L'église Saint-Étienne est un bâtiment moderne. En tant qu'œuvre tardive d'Aalto, elle témoigne d'un retour au fonctionnalisme des années 1930.
L'église est située à la limite nord du centre-ville, au bout de deux rues commerçantes, sur une petite colline.
Depuis le centre commercial, elle montre une façade sans fenêtre revêtue de marbre de Carrare et interrompue par un toit en porte-à-faux.
Le portail principal est légèrement à gauche du centre.
Sur le côté Est se trouve le clocher indépendant sur neuf colonnes en béton peint en blanc.
Douze colonnes étaient initialement prévues.
Une aile ouest prévue avec un logement paroissial n'a pas été réalisée.
L'arrière est caractérisé par des cuboïdes de tailles différentes du centre paroissial, qui longent la colline depuis l'ouest et culminent dans la tour du clocher. Ils sont recouverts de calcaire blanchi à la chaux.
L'intérieur simple et peint en blanc abrite 250 chaises en bois et un espace pour un total de 600 personnes. Le haut plafond est caractérisé par des réflecteurs sonores ronds en bois.
Le plan d'étage est trapézoïdal. Sur le côté étroit au nord se trouve l'autel en marbre de Carrare, en forme de table.
À gauche se trouve la chaire et à droite l'orgue sur une tribune. Il a été fabriqué en 1970 par VEB Orgelbau Bautzen sous le nom d'Opus 414 et dispose de 20 jeux,.
Du côté de la chaire, beaucoup de lumière pénètre dans l'église à travers de grands vitraux.
Les lignes courbes n'apparaissent que dans le chœur, les lignes droites prédominent dans le reste de l'église. Le sol est carrelé de brique rouge.

## Histoire
Le centre culturel du centre-ville de Wolfsburg et l'église évangélique luthérienne du Saint-Esprit avec son centre paroissial ont été construits en 1962 selon les plans d'Alvar Aalto.
Le quartier de Detmerode, construit dans les années 1960, était à l'époque géré par la Communauté paroissiale du Saint-Esprit, mais souhaitait avoir sa propre communauté et sa propre église.
Les urbanistes ont envisagé un attrait suprarégional pour Detmerode et ont proposé un terrain à Alvar Aalto.
En 1962, Aalto Aalto livra une première ébauche, la commande lui fut passée le 28 février 1964.
La même année, la paroisse évangélique luthérienne de Detmerode (Stephanusgemeinde) est fondée.
La construction a commencé le 5 août 1964. La première pierre fut posée le 20 avril 1966. Entre la cérémonie d'achèvement des travaux en août 1966 et février 1967, la construction s'est arrêtée en raison de la récession de l'époque. Le centre communautaire n'est inauguré que le 29 octobre 1967. Les travaux de construction de l'église ne reprirent qu'à la fin de l'été 1968.
L'église a été consacrée le 1er de l'Avent 1968.
La tour a été rénovée en 1992/1993 et la façade en marbre endommagée a été remplacée en 1998 .
Les colonnes initialement naturelles de la tour ont ensuite été peintes en blanc.

## Galerie

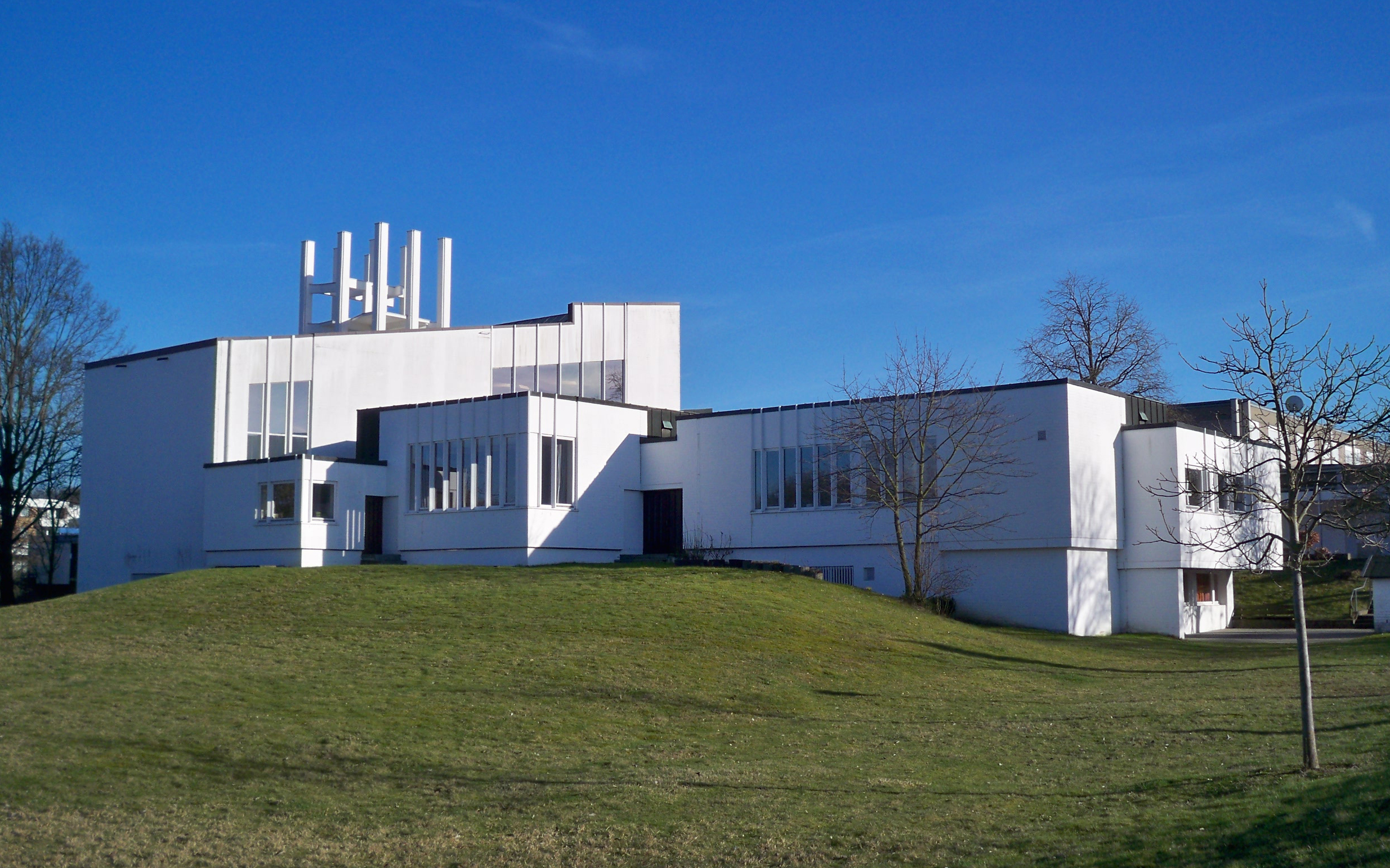
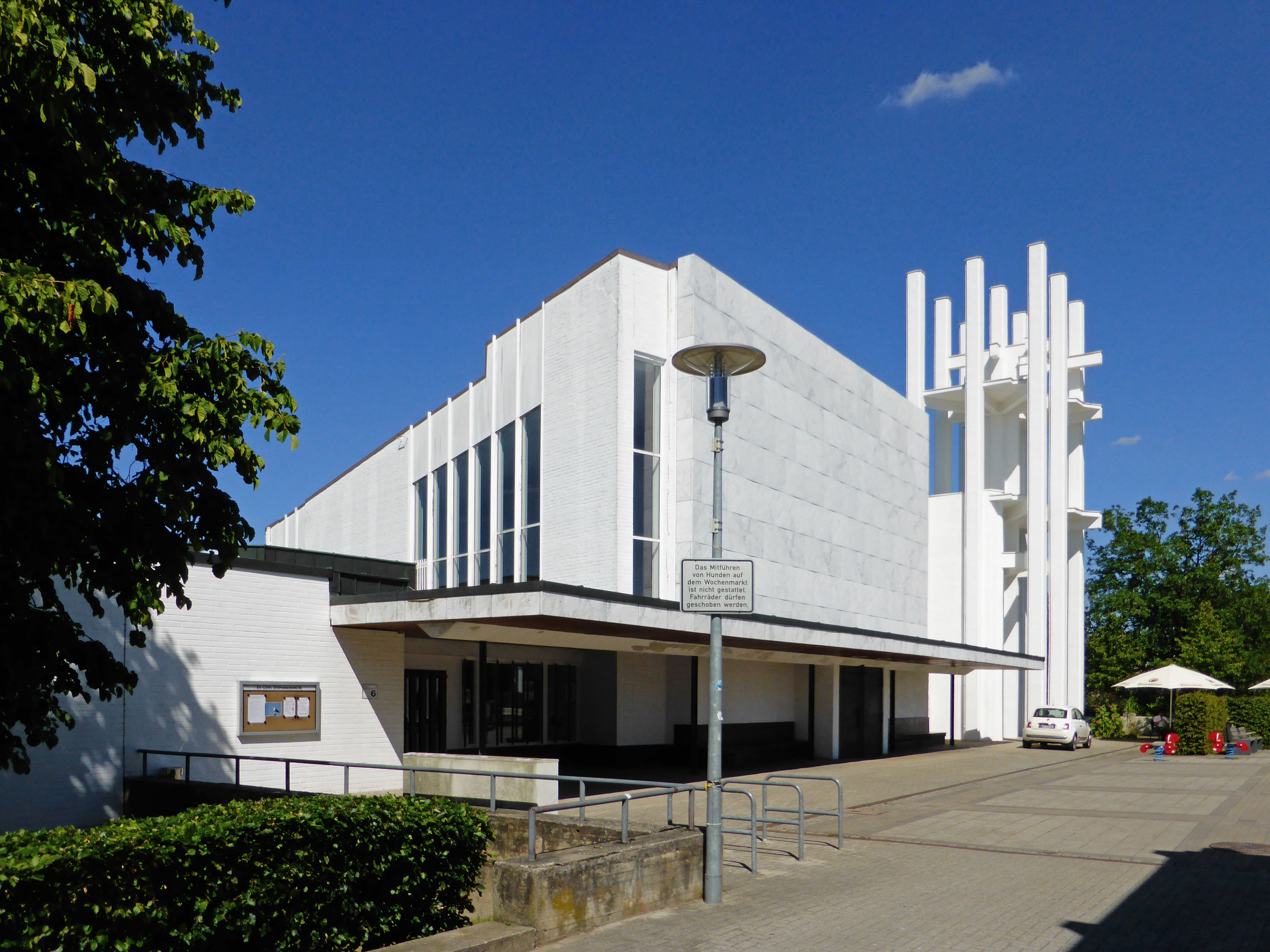
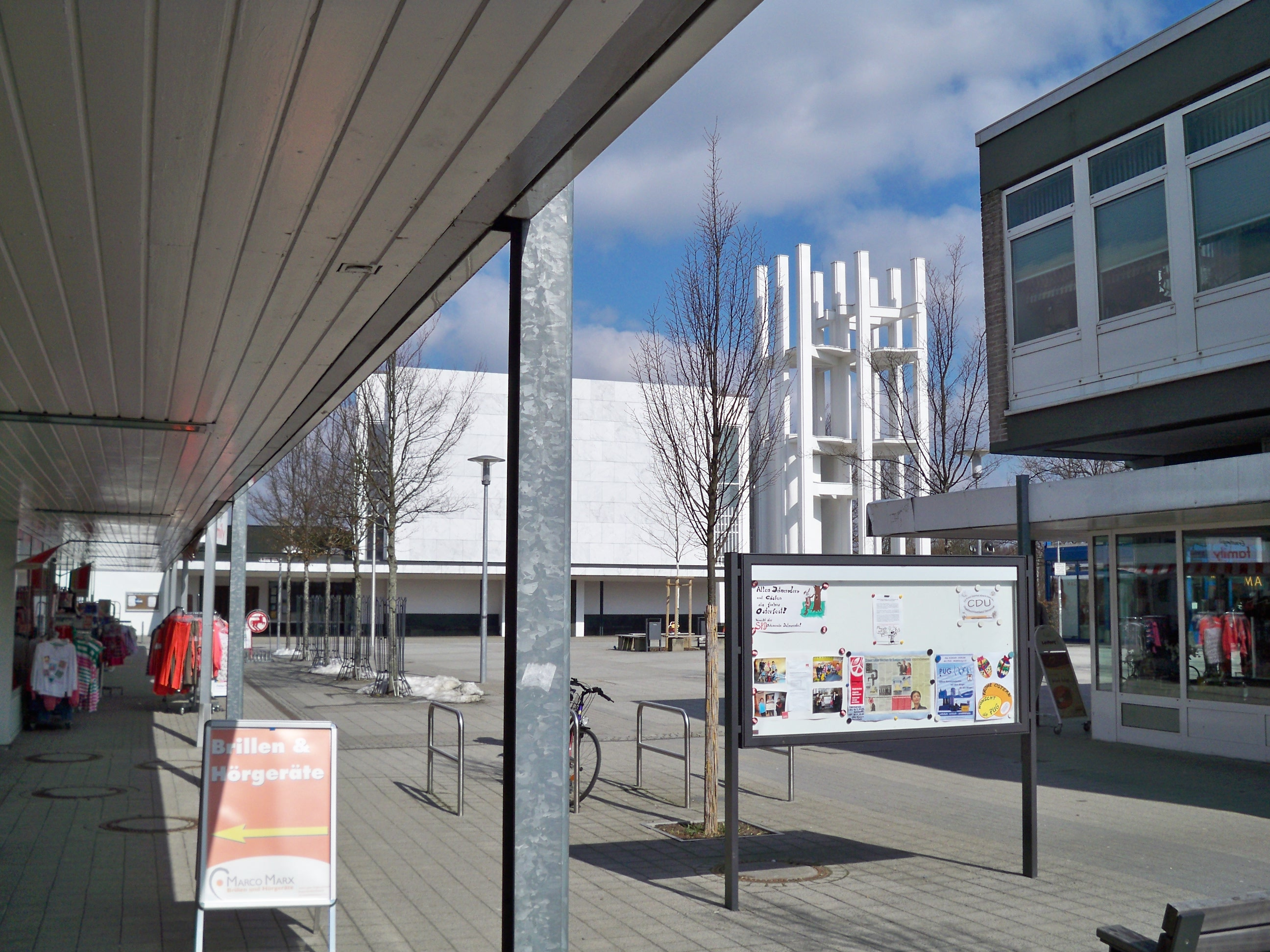
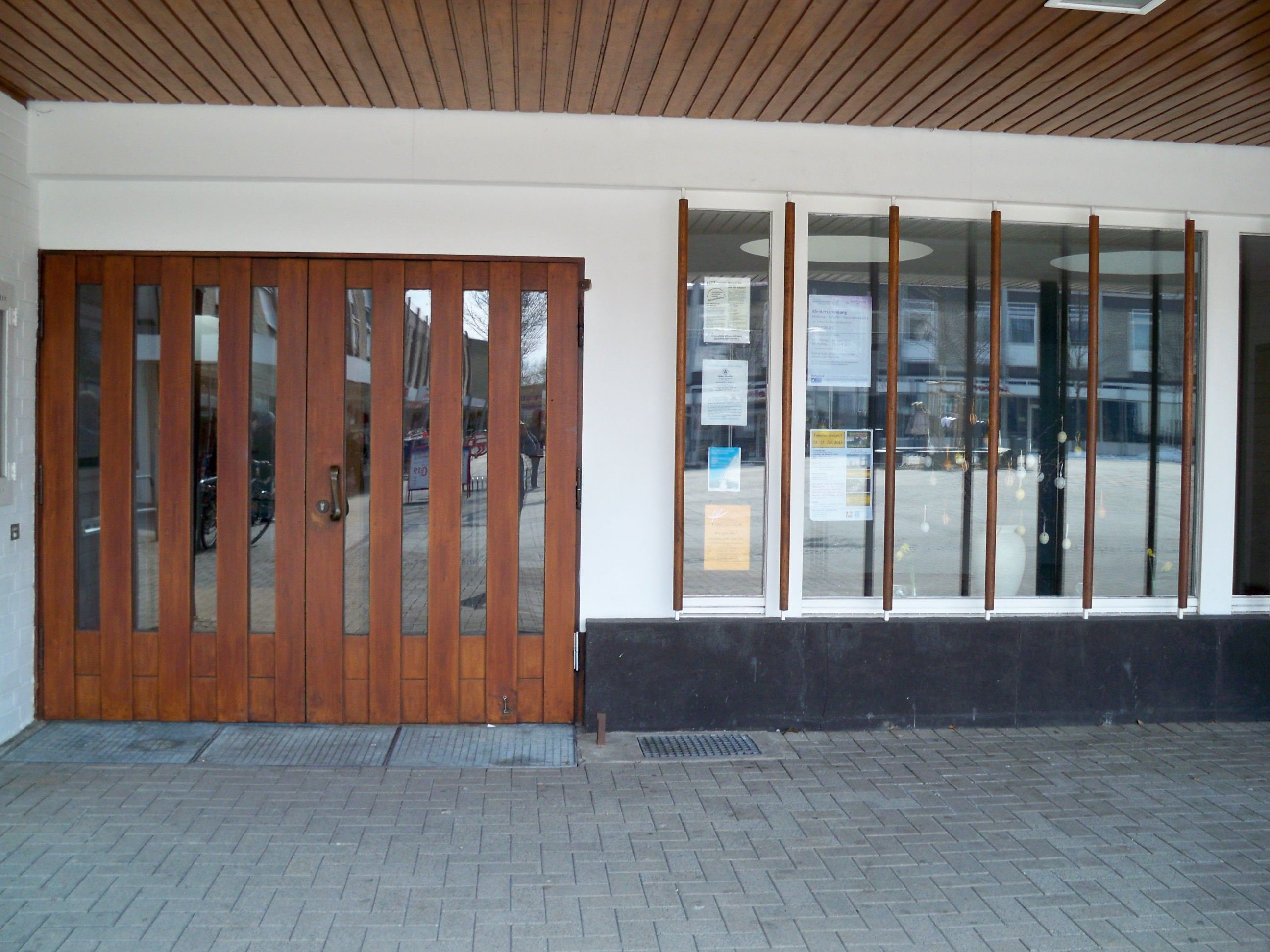